# Рибче
Рибче (словен. Ribče) — поселення в общині Літія, Осреднєсловенський регіон, Словенія. Висота над рівнем моря: 272,1 м.